# Camillo Sitte

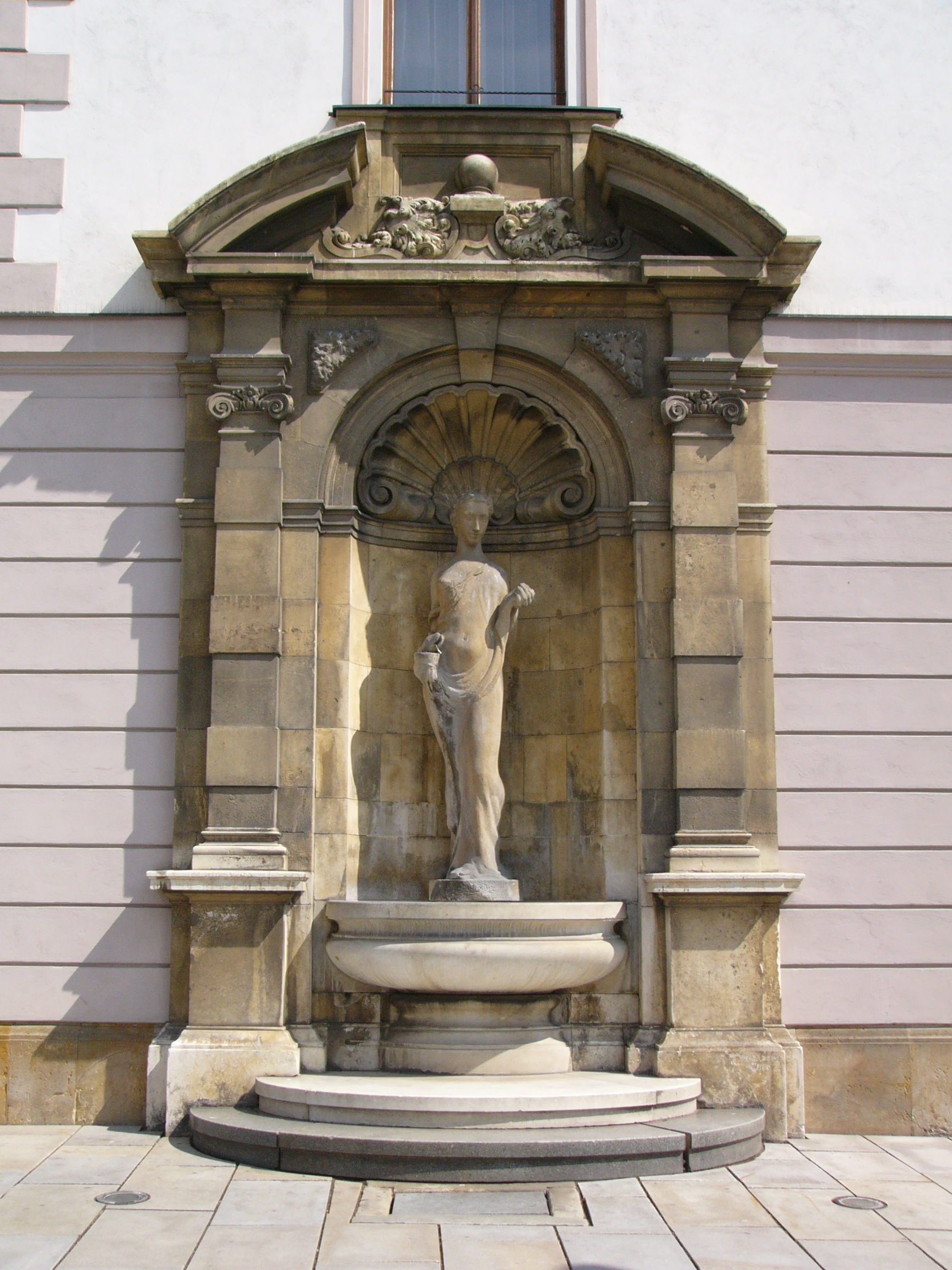
Kašna Hygie v Olomouci, Camillo Sitte (návrh) a Karel Lenhart (socha)

Camillo Sitte (17. dubna 1843 Vídeň – 16. listopadu 1903 Vídeň) byl rakouský urbanista, architekt a malíř.

## Život a kariéra

### Studia
Narodil se jako syn rakouského architekta Franze Sitteho, který pocházel z Čech. Vystudoval architekturu na vídeňské technice, potom dějiny umění a archeologii. Rád cestoval do zahraničí, např. do Itálie, Řecka, Egypta apod. V roce 1875 se stal ředitelem nově zřízené Státní uměleckoprůmyslové školy v Salcburku. Roku 1883 založil a vedl obdobu této školy ve Vídni.

### Architektura
Je mj. autorem knihy Stavba měst podle uměleckých zásad, popisující principy navrhování městských prostorů a způsobu nakládání s dominantními prvky těchto prostorů. V této knize také vyjádřil svůj protest proti velikášské výstavbě vídeňské Ringstrasse. V roce 1894 požádal o místo profesora architektury na vídeňské Akademii výtvarných umění, avšak přes jeho značný věhlas mu nebylo vyhověno.

### Urbanismus v Čechách a na Moravě
Českou architekturu ovlivnil od listopadu 1889, kdy začal v Olomouci přednášet o moderní stavbě měst. V následujících letech vypracoval urbanistické plány pro řadu moravských a českých měst (např. pro Děčín, Olomouc, Liberec či Teplice). Urbanistický plán města Olomouce významně zasáhl do rozvoje královského města po zbourání historického opevnění a expanze města mimo své historické centrum. Četné jeho návrhy a díla nalezneme v Ostravě. V roce 1893 vypracoval územní plán zástavby městského centra Přívozu. Nejvýznamnějšími stavbami byla novobarokní radnice postavená v letech 1896–1897 (dnešní sídlo Archivu města Ostravy) a novogotický farní kostel Neposkvrněného početí Panny Marie. Sitte navrhl také nové městské centrum Mariánských Hor a zdejší dominantu, farní kostel Panny Marie Královny.

## Spisy
- C. Sitte: Über die Erneuerung alter Ledertechniken bei Bucheinbänden, Vídeň 1877
- C. Sitte: Richard Wagner und die deutsche Kunst, Vídeň 1875
- C. Sitte: Entwerfen im Freihandzeichnen, Vídeň 1884
- C. Sitte: Stadterweiterungs- und Regulierungsplan für Mährisch-Ostrau
- C. Sitte: Die Grundformen des Möbelbaues und deren Entwicklung, Vídeň 1888
- C. Sitte: Der Städtebau nach seinen künstlerischen Grundsätzen, Vídeň 1889

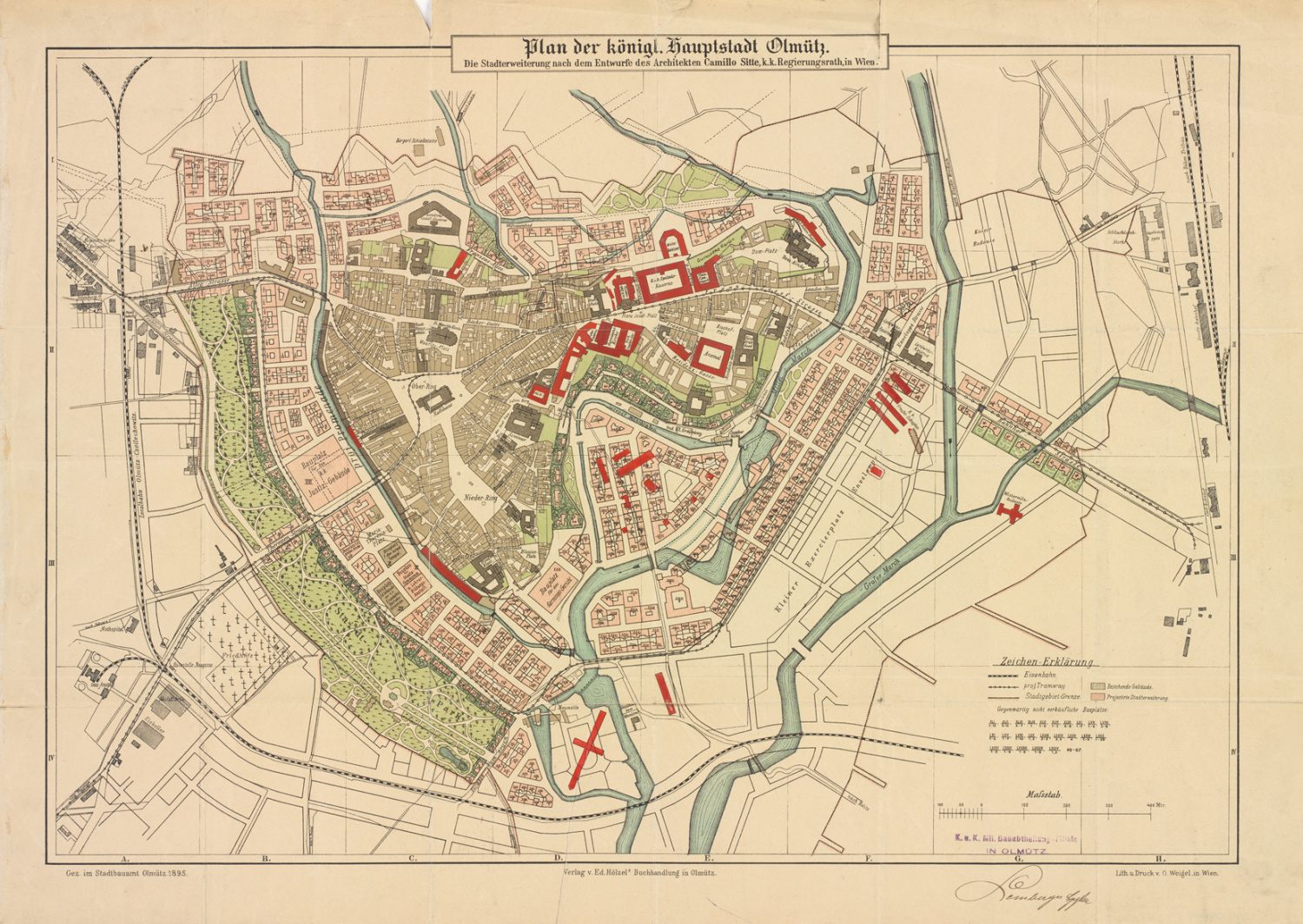
Návrh rozvoje územního plánu města Olomouce z roku 1895

- Návrh rozvoje územního plánu města Olomouce z roku 1895C. Sitte: Über alte u. neue Städteanlagen mit Bezug auf d. Plätze u. Monumentaufstellung in Wien. In: Wochenschrift des österr. Ingenieur- und Architektenvereins
- C. Sitte: Normale für eine einklassige Volksschule d. österr.-deutsch. Schulvereins. In: Baugewerkszeitung
- C. Sitte: Das Wien der Zukunft. In: Der Bautechniker
- C. Sitte: Die Parcellierung und die Monumentalbauten von Privoz
- C. Sitte: Discussion über den General- Regulierungsplan von Wien
- C. Sitte: Albert Kornhas „Das Zeichnen nach der Natur“. Freiburg i. Breisgau 1896
- C. Sitte: Das bautechnische Laboratorium der k.k. Staatsgewerbeschule Wien. Vídeň 1897
- C. Sitte: Die Ergebnisse der Vorconcurrenz zu dem Baue des Kaiser Franz Josef Museums in Wien. In: Allgemeine Bauzeitung 1902
- C. Sitte: Erläuterungen zum Bebauungsplan von Marienberg. In: Der Städtebau (vydáno posmrtně)